# Metanagramma
In enigmistica, il metanagramma è il gioco la cui soluzione è data da cinque parole, che sono tutte anagrammi tra loro tranne che per una lettera, che cambia di parola in parola ed è rispettivamente una delle cinque vocali italiane. Il gioco non è molto comune, anche per la difficoltà di trovare dei buoni esempi.
In pratica, si consideri la cinquina di parole: trace - cetre - certi - corte - truce e si noti come tutte contengono le lettere C,E,R,T; la quinta lettera è rispettivamente A, E, I, O, U.
Un altro esempio è il seguente:
Metanagramma (10 / 2,8 / 3,7 / 2,8 / 2,8): generalità / il teenager / ali integre / le giornate / un tagliere.
Una variante del metanagramma consiste nel passare da una parola all'altra anagrammandola e aggiungendo o togliendo una lettera (per esempio LESTO-SVELTO). In questo modo si possono costruire intere sequenze di parole, a volte da indovinare in base a definizioni.